# Fraser Aird
Fraser Aird (* 2. Februar 1995 in Toronto) ist ein kanadischer Fußballspieler.

## Karriere

### Verein
Fraser Aird wurde als Sohn schottischer Eltern, die in den 1980er Jahren nach Kanada ausgewandert waren in Toronto geboren. Er wuchs im östlichsten Stadtbezirk der Metropole, in Scarborough auf. Sein Vater sowie Großvater waren in Besitz einer Dauerkarte bei den Glasgow Rangers. Im Alter von 16 Jahren unterschrieb er einen Vertrag bei den Rangers. Nachdem er in der U-17 und U-19 Mannschaft der Glasgower zu überzeugen wusste, debütierte der damals 17-jährige Aird im September 2012 für die nur mehr Viertklassigen Rangers in der Partie gegen den FC Montrose. Nach seinem Profidebüt am 6. Spieltag, erzielte er für die Mannschaft von Ally McCoist am 17. Spieltag im Spiel gegen den FC Queen’s Park sein erstes Profitor. Bis zum Saisonende absolvierte Aird 19 Ligaspiele und traf dabei dreimal ins gegnerische Tor. Zusammen mit Spielern wie Neil Alexander, Anestis Argyriou, Carlos Bocanegra, Emílson Sánchez Cribari, David Templeton, Barrie McKay, Lee Wallace, Andrew Little, Lee McCulloch, Dean Shiels und Kyle Hutton feierte er den Aufstieg in die dritte schottische Liga. In der folgenden Saison 2013/14 folgte ein weiterer Aufstieg in die zweite Liga, Aird war dabei mit 27 Einsätzen und fünf Toren daran beteiligt. In den Spielzeiten 2014/15 und 2015/16 absolvierte Aird insgesamt nur 16 Ligaspiele in der Scottish Championship. Im Januar 2016 wurde er für die gesamte Saison 2016 an den kanadischen Verein Vancouver Whitecaps verliehen. Für den Verein absolvierte 18 Spiele in der Major League Soccer, bevor Aird im Januar 2017 zurück zu den Rangers kam. Im selben Monat wechselte Aird zum schottischen Zweitligisten FC Falkirk.

### Nationalmannschaft
Der gebürtige Kanadier spielte mindestens einmal für die U-15 von Kanada, bevor er zwischen den Jahren 2011 und 2014 für die Junioren der schottischen U-17 
und U-19  aktiv war. Im Oktober 2015 debütierte Aird für die Kanadische A-Nationalmannschaft gegen Ghana. Er war neben Junior Hoilett, Wandrille Lefèvre, Kianz Froese, Charlie Trafford und Macros Bustos einer von sechs Debütanten.

## Erfolge
mit den Glasgow Rangers:
- Scottish Third Division: 2013
- Scottish League One: 2014
- Scottish Championship: 2016
- Scottish League Challenge Cup: 2016